# Stevie Turner
Lucy Garland (Hertfordshire, Inglaterra, 15 de  diciembre de 1996) es una luchadora profesional británica. Actualmente trabaja para la empresa estadounidense WWE, donde se presenta en la marca NXT bajo el nombre Stevie Turner.

## Carrera

### Inicios (2016-2020)
Bajo el nombre de Bobbi Tyler, pasó cinco años luchando en el circuito independiente del Reino Unido desde junio de 2016 hasta diciembre de 2020. Dentro de ese lapso, Tyler tuvo seis títulos femeninos, dos de los cuales ganó mientras estaba en Pro Wrestling Pride, y otros dos mientras luchaba en International Pro Wrestling: United Kingdom, un solo título mientras estaba en House Of Glory y un solo título reinado mientras estaba en Ultimate Pro Wrestling.

### WWE (2021-presente)
Turner debutó en un episodio de NXT UK enfrentándose a Aoife Valkyrie en la cual salió derrotada. Tras bambalinas declaró que había viajado por el mundo para poder llegar hasta ahí en la cual estuvo cercas de derrotar a una de las mujeres más dominantes de la marca. El 6 de mayo de 2021 salió una viñeta de promo en la cual declaraba que iría por cada mujer en NXT UK admitiéndose y nombrándose así misma como «La cuarta dimensión 4D». Turner hizo su debut el 12 de mayo derrotando a Laura Di Matteo. Turner tuvo algunas victorias hasta encarar a la entonces campeona Meiko Satomura en el WWE Performance Center interrumpiéndola en sus entrenamientos, a lo que esta le daría una oportunidad por dicho título. El 19 de agosto se enfrentaría a Satomura saliendo esta victoriosa. Debido al cierra de marca para dar un nuevo comienzo a NXT Europe Turner no apareció el resto del año en televisión.
Turner debutó en NXT por medio de una promo televisada ahora con el personaje de una streamer dando su crítica a algunas luchas femeniles. El 31 de enero de 2023, Turner hizo su debut televisivo derrotando a Dani Palmer. Luego de estar un tiempo fuera debido a una lesión, hizo su regreso el 13 de mayo durante un evento en vivo de NXT, donde fue derrotada por Dani Palmer.
Turner hizo su regreso en el NXT Level Up emitido el 1 de septiembre, derrotando a Valentina Feroz.
En el episodio de NXT Level Up emitido el 31 de mayo, derrotó a Kendal Grey.

## Campeonatos y logros
- House Of Glory
  - HOG Women's Championship (1 vez)
- International Pro Wrestling: United Kingdom
  - IPW:UK Women's Championship (2 veces)
- Pro Wrestling Pride
  - PWP Catch Division Championship (1 vez)
  - PWP Women's Championship (2 veces)
- Ultimate Pro Wrestling
  - UPW Women's Championship (1 vez)